# 渡邉久藤
渡邉 久藤（わたなべ ひさと、1923年（大正12年）4月28日 - 2007年（平成19年）2月23日）は、日本の教育者、金属工学者（冶金学者）。千葉工業大学9代目学長（後に名誉学長）・教授。哈爾濱工業大学・北京理工大学・吉林大学名誉教授。千葉工業大学の発展（大学院修士課程、後期博士課程の設置など）に尽力。千葉工業大学卒業生で初の学長でもある。

## 来歴
- 1923年、東京府出生
- 1942年、東京府立第一中学校（現・東京都立日比谷高等学校）を経て、興亜工業大学（現・千葉工業大学）工学部冶金学科に入学
- 1947年、千葉工業大学第一期生として卒業
- 1965年、千葉工業大学教授に就任
- 1983年、千葉工業大学9代目学長に就任
- 1986年、千葉工業大学理事長に就任
- 1991年、哈爾濱工業大学名誉教授に就任
- 1994年、北京理工大学名誉教授に就任
- 1995年、吉林大学名誉教授に就任
- 1996年、千葉工業大学名誉学長に就任
- 1998年、勲三等旭日中綬章受章[2]

## 主な出版物
- 日刊工業新聞社「実用合金状態図説」（1966年）